# Uthixo
Az uthixo (uThixo) egy khosza nyelvű szó, amelyet európai nyelvekre „Isten” vagy „Mindenható” jelentéssel fordítanak le. A Dél-Afrikai xhosza nyelvű keresztény közösségekben gyakran használják a keresztény teológiában az isten megjelölésére.
A Dél-Afrikában élő, a nguni népekhez tartozó xhoszák gazdag kulturális és nyelvi örökséggel rendelkeznek.

## Eredetet
A thixo kifejezés a Tsui'goab (Tsuni-‖Goam) megnevezésből származik, a koikoi legendák így nevezik a nagy hőst, akitől a származásukat eredeztetik. A név fordítása a legtöbb esetben „fájó vagy sérült térd”.

## Vallás
Uthixo-t a világegyetem teremtőjének és minden létezés végső forrásának tekintik. Imákban, istentiszteleten és más vallási szertartásokon ezt a nevet használják a khosza keresztény közösségben az úr nevének.
Az „uthixo” azt az isteni erőt testesíti meg, amelyet a khoszák a kereszténység felvétele előtt gyakorolt hagyományos hitvilágukban elismertek és tiszteltek. Az „uThixo” fogalma tükrözi a spirituális világhoz való mély kötődést, valamint az isteni erő vezető és védelmező felfogását az életükben.

## Történelem
Az uthixo fogalma mélyen összefonódik a keresztény hit terjesztésének történelmével a területen. A hittérítők lefordították a bibliát khosza nyelvre, és a keresztény Isten jelölésére az uthixo kifejezést használták.

## Fordítás
Ez a szócikk részben vagy egészben  az   uThixo című angol Wikipédia-szócikk ezen változatának fordításán alapul.  Az eredeti cikk szerkesztőit annak laptörténete sorolja fel. Ez a jelzés csupán a megfogalmazás eredetét és a szerzői jogokat jelzi, nem szolgál a cikkben szereplő információk forrásmegjelöléseként.